# SNL 코리아 시즌 4
《SNL 코리아》의 네 번째 시즌은 2013년 2월 23일부터 11월 23일까지 tvN에서 방송되었다.

## 크루
- 신동엽
- 유희열
- 유세윤
- 김원해
- 박재범
- 안영미
- 정성호
- 김민교
- 정이랑
- 서유리
- 이상훈
- 권혁수
- 박상우
- 클라라
- 정상훈
- 박보미
- 류혜린
- 정재훈

## 코너
- <위캔드 업데이트> : 유희열(앵커), 권혁수(기자)
- <개구쟁이 스덕후> : 정이랑, 이상훈, 박보미, 투아이즈 외

- <SNL 게임즈> : 김민교, 김원해, 홍진호, 권혁수, 정성호, 정이랑(출연), 서유리(내레이션)

## 방영 목록
| 전체 번호                                                               | 시즌 번호 | 호스트                             | 뮤지컬 게스트 | 게스트                                              | 본 방송 날짜     | 시청률 (%, AGB닐슨) |
| ----------------------------------------------------------------------- | --------- | ---------------------------------- | ------------- | --------------------------------------------------- | ---------------- | ------------------- |
| 34                                                                      | 1         | 최민수                             | 36.5˚C        | 추후 공개                                           | 2013년 2월 23일  | 1.254               |
| 시즌 3 때 하차한 장진과 고경표가 잠시 얼굴을 비췄다.                    |           |                                    |               |                                                     |                  |                     |
| 35                                                                      | 2         | 이문식                             | 추후 공개     | 강용석                                              | 2013년 3월 2일   | 1.265               |
| 36                                                                      | 3         | 이영자                             | 추후 공개     | 강용석                                              | 2013년 3월 9일   | 1.912               |
| 37                                                                      | 4         | 유세윤                             | UV            | 최종훈                                              | 2013년 3월 16일  | 1.503               |
| 38                                                                      | 5         | 최여진                             | 추후 공개     | 김예원, 서경석, 이윤석                              | 2013년 3월 23일  | 1.735               |
| 박은지와 이병진이 크루에서 하차하였다.                                  |           |                                    |               |                                                     |                  |                     |
| 39                                                                      | 6         | 오만석                             | 추후 공개     | 후지타 사유리, 곽한구, 이윤석                       | 2013년 3월 30일  | 1.621               |
| 40                                                                      | 7         | 컬투                               | 추후 공개     | 서경석, 이윤석                                      | 2013년 4월 6일   | 1.855               |
| 위캔드 업데이트를 진행할 최일구가 잠시 얼굴을 비췄다.                   |           |                                    |               |                                                     |                  |                     |
| 41                                                                      | 8         | 2AM                                | 추후 공개     | 추후 공개                                           | 2013년 4월 13일  | 1.461               |
| 최일구와 유세윤이 크루로 합류하였다.                                    |           |                                    |               |                                                     |                  |                     |
| 42                                                                      | 9         | 이수영                             | 박재범        | 추후 공개                                           | 2013년 4월 20일  | 1.209               |
| 43                                                                      | 10        | 포미닛                             | 추후 공개     | 추후 공개                                           | 2013년 4월 27일  | 1.283               |
| 44                                                                      | 11        | 신화                               | 추후 공개     | 추후 공개                                           | 2013년 5월 4일   | 1.409               |
| 45                                                                      | 12        | 윤제문                             | 추후 공개     | 딕펑스                                              | 2013년 5월 11일  | 1.655               |
| 46                                                                      | 13        | (없음) "크루 스페셜"               | 제이슨 므라즈 | 샘 해밍턴, 이준석, JK 김동욱 윤하, 진중권, 홍석천   | 2013년 5월 18일  | 1.806               |
| 박재범과 유세윤이 해외 체류로 인해 방송에서 빠졌다.                     |           |                                    |               |                                                     |                  |                     |
| 47                                                                      | 14        | 박용우                             | 추후 공개     | 김종서, 딕펑스                                      | 2013년 5월 25일  | 1.433               |
| 48                                                                      | 15        | 엠블랙                             | 추후 공개     | NS 윤지, 이양승                                     | 2013년 6월 1일   | 1.554               |
| 유세윤이 음주운전 사건으로 인해 크루에서 임시 하차하였다.               |           |                                    |               |                                                     |                  |                     |
| 49                                                                      | 16        | 아이비                             | 아이비, 유빈  | 클라라                                              | 2013년 6월 8일   | 1.246               |
| 50                                                                      | 17        | 이범수                             | 추후 공개     | 미란다 커, 이준, 숀 리                              | 2013년 6월 15일  | 1.314               |
| 51                                                                      | 18        | (없음) "무삭제판"                  | 추후 공개     | 추후 공개                                           | 2013년 6월 22일  | 1.477               |
| 진원이 크루에서 하차하였다.                                             |           |                                    |               |                                                     |                  |                     |
| 52                                                                      | 19        | 봉태규                             | 추후 공개     | 제시카 고메즈                                       | 2013년 7월 13일  | 1.411               |
| 박상우와 투아이즈가 크루로 합류하였다.                                  |           |                                    |               |                                                     |                  |                     |
| 53                                                                      | 20        | 김완선                             | 추후 공개     | 이은결                                              | 2013년 7월 20일  | 1.299               |
| 클라라가 크루로 합류하였다.                                             |           |                                    |               |                                                     |                  |                     |
| 54                                                                      | 21        | 조동혁, 한정수                     | 추후 공개     | 최홍만                                              | 2013년 7월 27일  | 1.478               |
| 55                                                                      | 22        | 김구라                             | 추후 공개     | 크레용팝                                            | 2013년 8월 3일   | 1.668               |
| 최일구가 크루에서 하차하였다.                                           |           |                                    |               |                                                     |                  |                     |
| 56                                                                      | 23        | 최수종                             | 추후 공개     | 추후 공개                                           | 2013년 8월 10일  | 1.439               |
| 유세윤이 크루로 복귀하였고, 이윤석이 위캔드 업데이트 앵커로 합류하였다. |           |                                    |               |                                                     |                  |                     |
| 57                                                                      | 24        | 코요태                             | 추후 공개     | 추후 공개                                           | 2013년 8월 17일  | 1.184               |
| 김슬기가 크루에서 하차하였다.                                           |           |                                    |               |                                                     |                  |                     |
| 58                                                                      | 25        | (없음) "8월 특집 미공개판"         | 추후 공개     | 추후 공개                                           | 2013년 8월 24일  | 정보 없음           |
| 김구라, 코요태 편 등 미방송분 스페셜                                    |           |                                    |               |                                                     |                  |                     |
| 59                                                                      | 26        | 장혁                               | 추후 공개     | 추후 공개                                           | 2013년 8월 31일  | 1.167               |
| 60                                                                      | 27        | 승리                               | 추후 공개     | 추후 공개                                           | 2013년 9월 7일   | 1.412               |
| 이윤석이 하차하면서 유희열이 위캔드 업데이트 앵커로 합류하였다.         |           |                                    |               |                                                     |                  |                     |
| 61                                                                      | 28        | 한혜진, 혜박, 송경아 "톱모델 특집" | 추후 공개     | 추후 공개                                           | 2013년 9월 14일  | 1.019               |
| 62                                                                      | 29        | 추석 특집                          | 추후 공개     | 추후 공개                                           | 2013년 9월 21일  | 정보 없음           |
| 9월 미방송분 에피소드 및 출연자 촬영 후일담 인터뷰                      |           |                                    |               |                                                     |                  |                     |
| 63                                                                      | 30        | 지나                               | 추후 공개     | 비투비                                              | 2013년 9월 28일  | 1.162               |
| 64                                                                      | 31        | 임창정                             | 추후 공개     | 김영인                                              | 2013년 10월 5일  | 1.163               |
| 65                                                                      | 32        | 자우림                             | 자우림        | 김형규                                              | 2013년 10월 12일 | 0.826               |
| 66                                                                      | 33        | 정경호                             | 추후 공개     | 톰 히들스턴                                         | 2013년 10월 19일 | 0.901               |
| 류혜린이 크루로 합류하였다.                                             |           |                                    |               |                                                     |                  |                     |
| 67                                                                      | 34        | (없음) "10월 미공개판"             | 추후 공개     | 추후 공개                                           | 2013년 10월 26일 | 정보 없음           |
| 10월 미방영분이 방송되었다. 정재훈이 크루로 합류하였다.                 |           |                                    |               |                                                     |                  |                     |
| 68                                                                      | 35        | 한은정                             | 추후 공개     | 곽한구, 이한위, 허지웅                              | 2013년 11월 2일  | 0.918               |
| 69                                                                      | 36        | 김규리                             | 추후 공개     | 블락비                                              | 2013년 11월 9일  | 1.263               |
| 허지웅이 위캔드 업데이트 패널로 등장하였다.                             |           |                                    |               |                                                     |                  |                     |
| 70                                                                      | 37        | 가희                               | 추후 공개     | 홍석천, 홍진호, 리지, 나나, 최창엽                  | 2013년 11월 16일 | 1.833               |
| 허지웅이 오랫동안 게스트로 출연한 끝에 고정 크루로 합류했다.            |           |                                    |               |                                                     |                  |                     |
| 71                                                                      | 38        | (없음) "시즌 피날레"               | 추후 공개     | 손호준, 홍진호, 임요환, 김현수 재이, 김재덕, 장수원 | 2013년 11월 23일 | 정보 없음           |
| 투아이즈가 크루에서 하차했고, 박재범이 스케줄 사정으로 방송에 빠졌다.   |           |                                    |               |                                                     |                  |                     |